# Dardoup

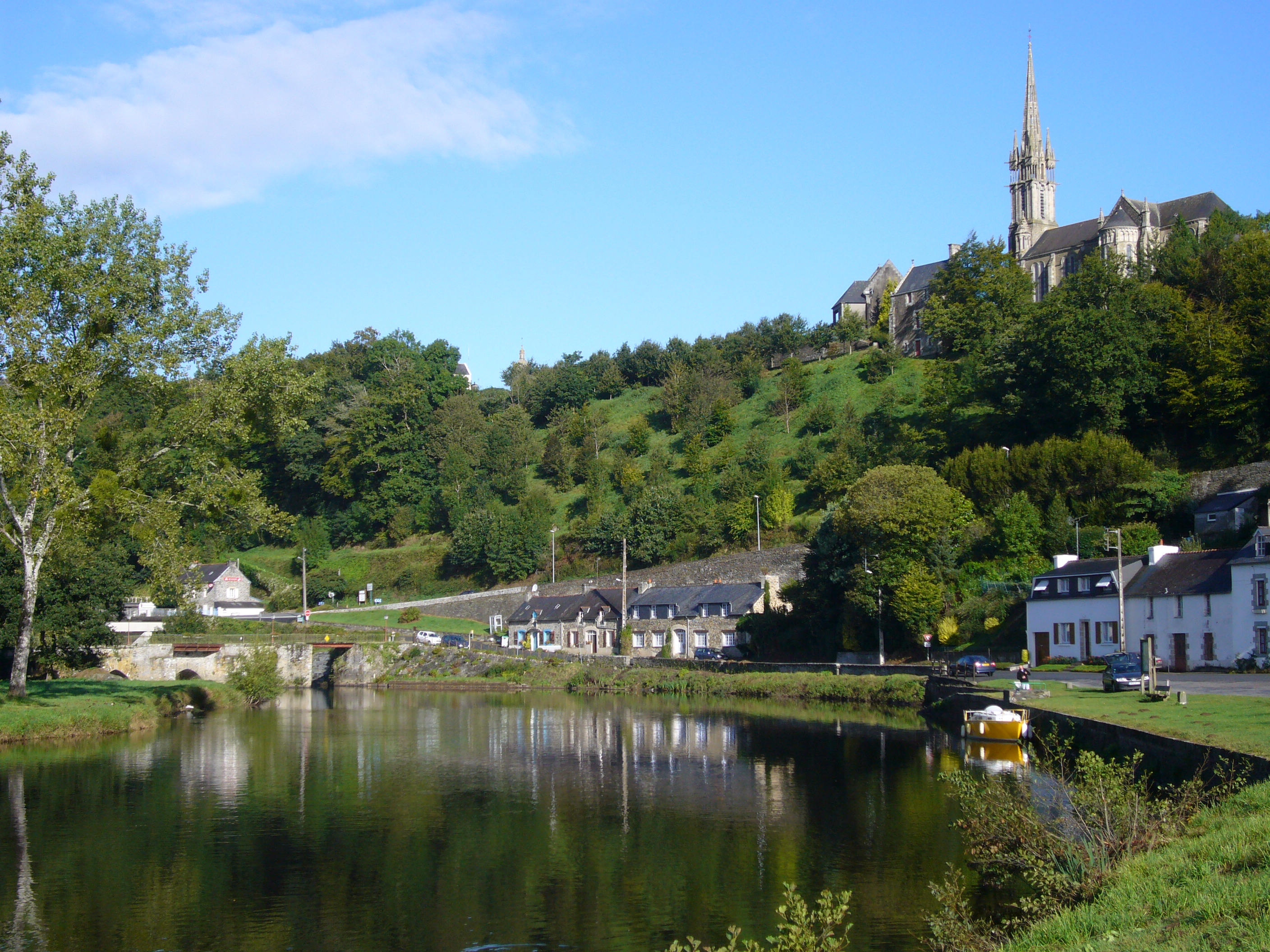
Châteauneuf-du-Faou, "capitale" du pays Dardoup.

Le pays Dardoup, en breton Bro-Dardoup, est un pays traditionnel de Basse-Bretagne, aujourd'hui situé dans le département du Finistère. Ses limites sont souvent mal définies, mais on le fait souvent coïncider avec celles de l'ancien canton de Châteauneuf-du-Faou. Les habitants du pays Dardoup sont par-là même appelés Dardoup(-ed) pour les hommes, Dardoupez(-ed) pour les femmes.

## Communes et frontières
Les paroisses les plus communément reconnues comme étant dardoup sont Châteauneuf-du-Faou, Plonévez-du-Faou et Collorec. Le pays Dardoup incluerait aussi partiellement les communes de Landeleau, Laz, Saint-Thois et Saint-Goazec, voire Trégourez.  
Au Nord, on place habituellement la frontière au pied des Monts d'Arrée et des communes de Plouyé et Loqueffret. Les frontières méridionales et orientales sont assez floues et la mode vestimentaire des Dardoups s'y est parfois mélangée avec celles du Pays Glazik ou du Poher. Seule sa frontière occidentale, avec le pays Bidar, semble unanimement reconnue comme étant la rivière Goanez, appelé localement en breton ar Stêr Gozh. Saint-Thois et Gouézec forme parfois un pays à part, la Giz Gouezeg.
Dans le mensuel Le Peuple breton, le musicien Yann Le Meur explique que « « Dardoup »  est un terme assez péjoratif qui provient peut-être du surnom dont nous affublaient les voisins plus riches, qualifiant les vêtements sobres de bardoù paisan (frusques de paysans). Le pays Dardoup se trouve au sud-ouest du terroir de la Montagne, situé entre les monts d’Arrée et les Montagnes Noires. S’y rattachent Châteauneuf, Plonévez, Collorec, Saint-Goazec, Laz et la moitié de Saint-Thois. On y danse la gavotte de la Montagne en chaîne ouverte et non en rond, comme à Poullaouen ou Huelgoat ».

## Origine du nom
L'origine du mot "dardoup" reste encore mystérieux. Le nom fait peut-être référence à la coiffe portée autrefois par les femmes, remarquable à son filet et à ses rubans. Selon René Creston, cette coiffe était également appelée "Bardoupeizant" en breton. La plus ancienne mention connue du terme remonte à 1915 selon le Devri. L'écrivain Yeun ar Gow note une courte expression rimée en 1955 : Un dardoup / Pa vramm ra proup ("Un Dardoup, quand il pète il fait proup").

## Traditions
Selon Yann Le Meur, les Dardoups sont des épicuriens ayant le sens de la fête ;  « tout le temps que duraient les foires et le grand pardon de Notre-Dame-des-Portes, le biniou et la bombarde résonnaient tous les soirs sous les halles. Et le cidre coulait à flot ». Le pays Dardoup a été au cœur du renouveau des festou-noz dans la décennie 1950 ; puis, dans la décennie 1970 a été créé le "Printemps de Châteauneuf-du-Faou" qui attire les meilleurs artistes bretons.
La gavotte Dardoup est une gavotte en rond, qui se danse à 4 ou 8 participants.

## Costume traditionnel
en construction

## Personnalités liées au pays Dardoup
Yann Le Meur, musicien et écrivain breton. 